# Chuchlinidae
Chuchlinidae is een uitgestorven familie van weekdieren uit de klasse van de Gastropoda (slakken).